# Oh Ban-suk
Oh Ban-suk (kor. 오반석; * 20. Mai 1988 in Gwacheon) ist ein südkoreanischer Fußballspieler.

## Karriere
Das Fußballspielen erlernte Oh Ban-suk auf der Konkuk University in Seoul. 2011 unterschrieb er seinen ersten Vertrag beim südkoreanischen Verein Jeju United. Hier spielte er bis 2018 und stand 198 Mal für das Team auf dem Spielfeld. 2018 wechselte er in die Vereinigten Arabischen Emirate, wo er vier Monate für al-Wasl, einem Verein, der in Dubai beheimatet ist, spielte. Die Saison 2019 war er an den thailändischen Erstligisten Muangthong United ausgeliehen. Der Club aus Pak Kret, einem nördlichen Vorort der Hauptstadt Bangkok, spielte in der höchsten Liga des Landes, der Thai League. Für SCG absolvierte er 17 Erstligaspiele. Ende 2019 kehrte er nach der Ausleihe wieder zu al-Wasl zurück. Nach Vertragsende bei al-Wasl unterschrieb er im Januar 2020 einen Vertrag in seiner Heimat Südkorea bei Jeonbuk Hyundai Motors. Mit dem südkoreanischen Meister aus Jeonju spielt er in der ersten Liga, der K League 1. Mitte 2020 wurde er an den Ligakonkurrenten Incheon United aus Incheon ausgeliehen. Hier absolvierte er 14 Erstligaspiele. Nach der Ausleihe wurde er Anfang 2021 fest von Incheon verpflichtet.